# Carl Fredrik Sundvall
Carl Fredrik Sundvall, född 10 augusti 1754 i Karlskrona, död 24 augusti 1831 i Stockholm, var en svensk arkitekt.

## Biografi
Carl Fredrik Sundvall var son till amiralitetsjuristen Alexander Magnus Sundwall och Johanna Adelcrantz samt systerson till arkitekten Carl Fredrik Adelcrantz. Han blev kadett i Karlskrona 1767 och kom 1770 till Stockholm för att studera arkitektur. Han blev 1772 volontär vid Fortifikationen och 1774 konduktör vid Överintendentsämbetet. Åren 1783-88 studerade han i Paris och blev 1788 löjtnant i Fortifikationen och ledamot av Konstakademien. Han vistades med statsunderstöd i Rom 1788-91. 
Efter hemkomsten till Sverige blev han 1792 hovintendent och fick några beställningar av Gustav III, men endast dekoreringen av en salong på Drottningholms slott hann fullbordas före kungens död. Sundvall gjorde ritningar till dekoreringen av Dramatiska teatern i Arsenalen 1793, lämnade ritningar till gymnasier i Norrköping 1797 och Kalmar 1801, Gamla stadshuset, Norrköping 1801, kyrkor i Marstrand och Laholm 1805 samt till rådhus i Gamlakarleby 1806. 
Hans mest betydande uppdrag var biblioteket Carolina Rediviva i Uppsala. Han färdigställde fem uppsättningar ritningar innan Konsistorium slutligen fattade beslut om byggnation 1819. Konflikter mellan arkitekten och konsistoriet ledde till att Sundvall 1821 avsade sig all befattning med bygget, vilket sedan fullföljdes av dekorationsmålaren Karl Jakob Hjelm. De ändringar som därefter gjordes ansåg Sundvall vara så omfattande att han inte ville vidkännas byggnaden som sitt verk. 
Ett par privata uppdrag ledde till mera lyckade resultat, framför allt Stjernsunds slott i Närke 1801 och Skottorps slott i Halland 1816-28. De båda slotten är ädelt och lugnt hållna, den inre dekoreringen är särdeles stilfull och smakren; framför allt torde de bevarade rummen på Skottorp utgöra det bästa som svensk empire åstadkommit. Flera av Carl Fredrik Sundvalls byggnadsförslag stannade på papperet, varibland ett förslag till kyrka på Skeppsholmen 1822. Till hans senaste verk hör det nya tornet på Maria Magdalena kyrka på Södermalm i Stockholm. Där, liksom oftast i de officiella uppdrag han hade, var han begränsad av rådande penningbrist. Han utförde en del ritningar till dekorering vid kungliga begravningar och kröningar, till den nu nedtagna altarprydnaden i Strängnäs domkyrka, till minnesvårdar, predikstolen i Jakobs kyrka och annat.
Carl Fredrik Sundvall var välutbildad för sin samtid, en arkitekt med strängt stilsinne, en av nyklassicismens främsta representanter i Sverige. Att hans verksamhet lämnat så små spår till eftervärlden förklaras av tidens ansträngda ekonomiska situation och de ledandes ringa konstintresse. Att han inte var ensidig i sin klassiska ståndpunkt framgår bland annat av de varma och kraftiga utlåtanden som han gav 1801 då olika myndigheter begärde kungligt tillstånd dels att riva och försälja kyrkoruinerna i Visby, dels att få hämta sten till gymnasiebyggnad i Kalmar från slotten där och i Borgholm. Carl Fredrik Sundvall påyrkade i sin inlaga att Visby ruiner borde bevaras mot tidens inverkan och dessutom noggrant uppmätas och avtecknas. Den hotande vandalismen blev heller inte av. 
Carl Fredrik Sundvall skrev avhandlingen Om nyttan af den antika stilen i byggnadskonsten, i synnerhet för Sverige (i Vetenskapsakademiens handlingar, 1821). Sundvall blev ledamot av nämnda akademi 1817. I Konstakademien blev han vice preses och direktör för arkitekturskolan 1824. Hans brev till Adolf Ulrik Wertmüller (1791-1809), som ger intressanta inblickar i det tynande konstlivet i Sverige under detta skede, utkom 1916 ("Gustavianska konstnärsbref", jämte levnadsteckning, utgiven av E. Areen).

## Bilder

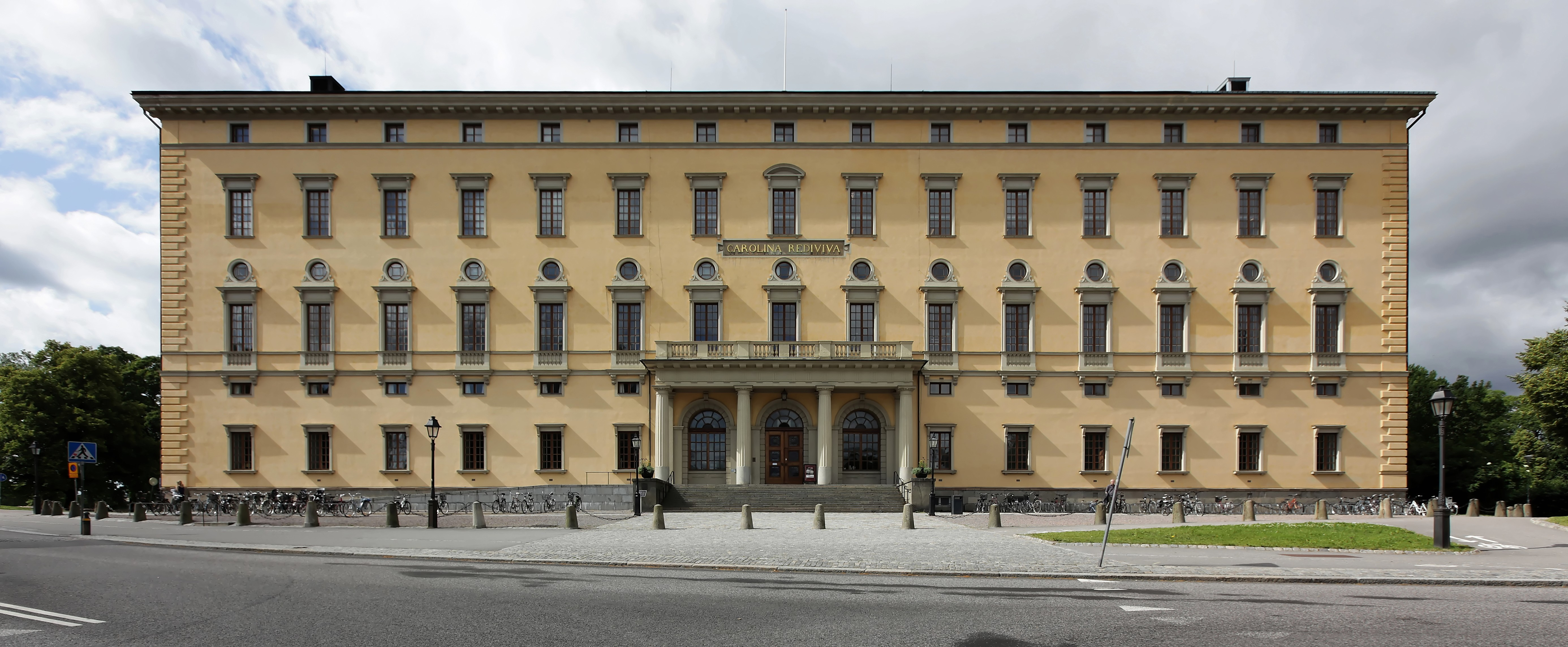
Carolina Rediviva
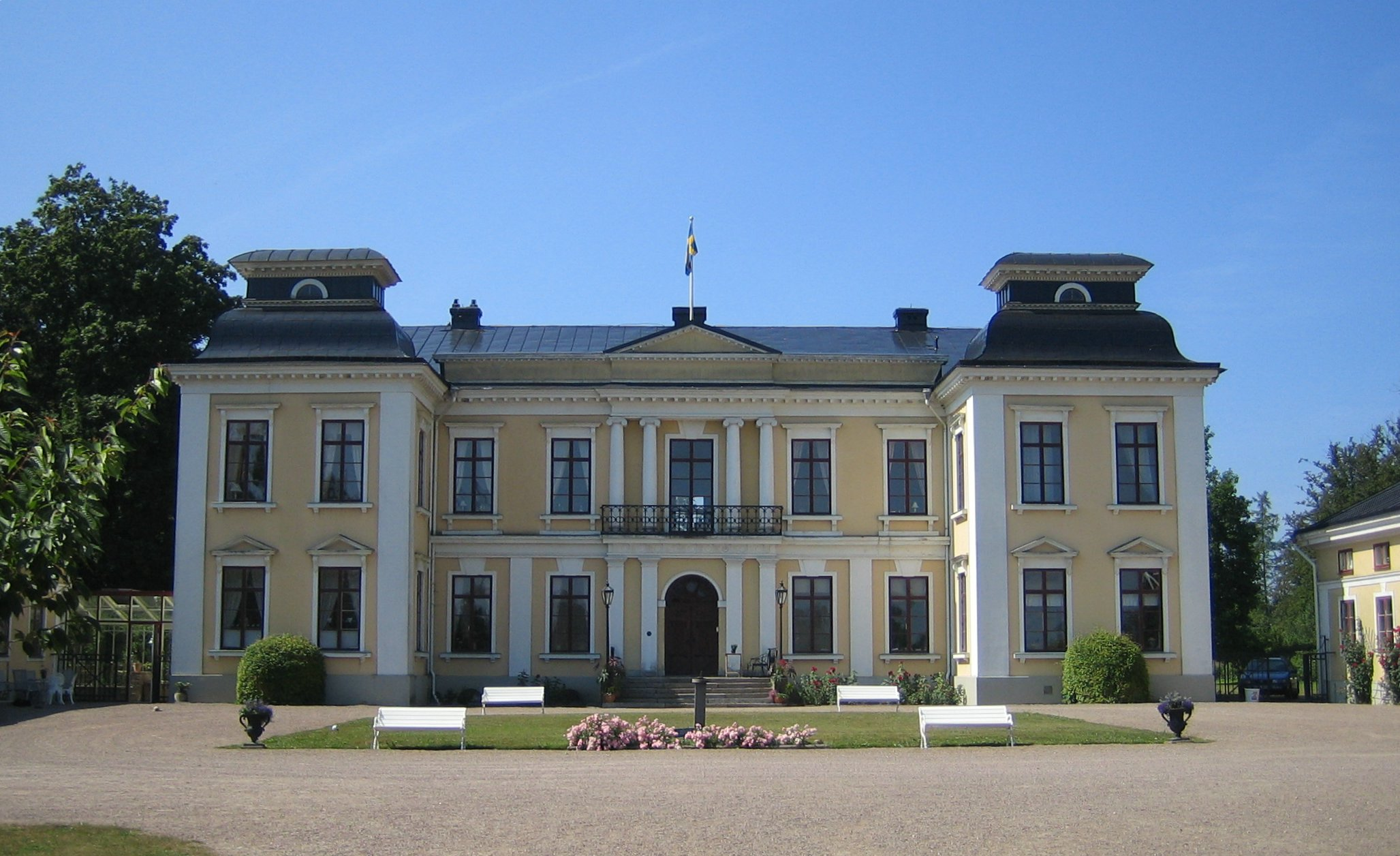
Skottorp
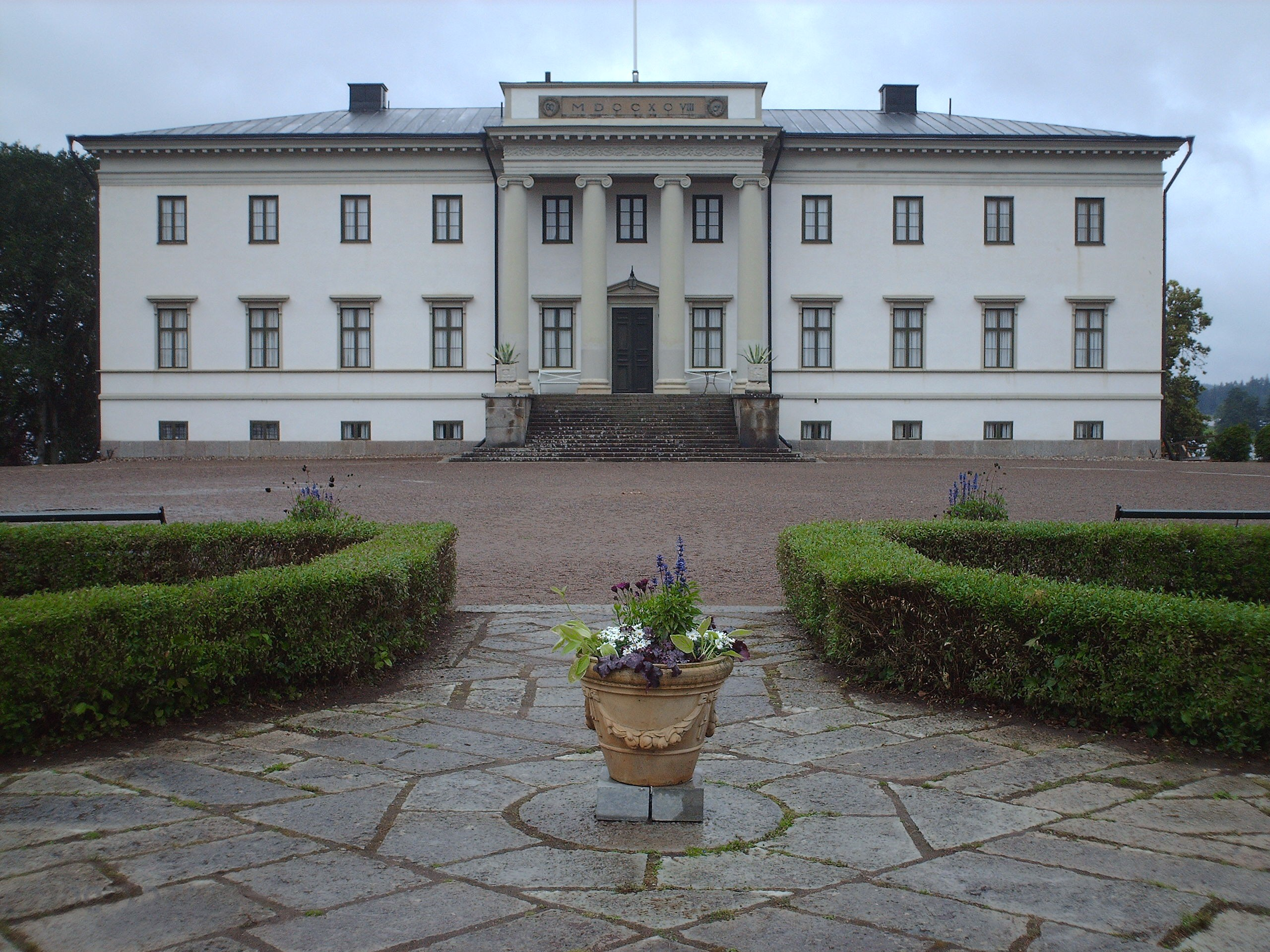
Stjärnsunds slott
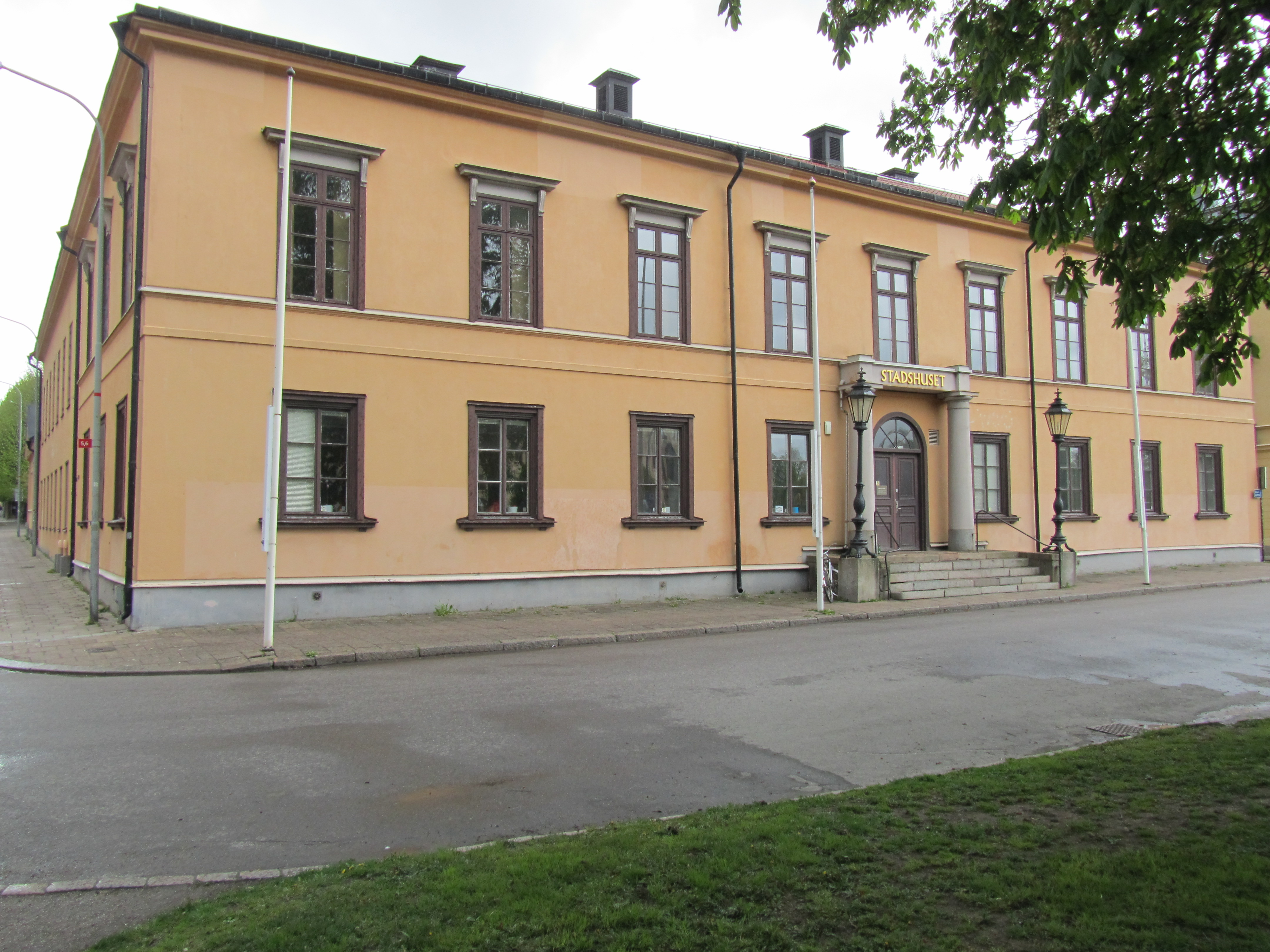
Gamla stadshuset i Norrköping